# Damascus, Arkansas
Damascus là một thị trấn thuộc quận Van Buren, tiểu bang Arkansas, Hoa Kỳ. Năm 2010, dân số của thị trấn này là 382 người.

## Dân số
- Dân số năm 2000: 306 người.
- Dân số năm 2010: 382 người.